# جنبش ابدال
جنبش اَبدال (عربی: حركة الأبدال‎، ت. «Harakat al-Abdal») یک گروه شبه‌نظامی عراقی است. این گروه در جنگ داخلی سوریه شرکت کرده است.

## تاریخچه
این گروه در سال ۲۰۱۴ در جنوب عراق برای مبارزه با دولت اسلامی تأسیس شد. در همان سال، عملیات خود را به سوریه و شهرهای حلب و نُبُل گسترش داد. در سال ۲۰۱۶، این گروه حملاتی را به التنف و مناطق اطراف آن انجام داد، اما این حملات دفع شدند. آن‌ها بخشی از حشد شعبی هستند و در قالب لشکر ۳۹ فعالیت می‌کنند.